# Parvocalanus scotti
Parvocalanus scotti is een eenoogkreeftjessoort uit de familie van de Paracalanidae. De wetenschappelijke naam van de soort is voor het eerst geldig gepubliceerd in 1923 door Früchtl.